# Abram Grinștein
Abram Grinștein (în rusă Абрам Гринштейн; n. 1890/1890, Bălți, gubernia Basarabia, Imperiul Rus – d. 25 septembrie 1937, Magadan, RSFS Rusă, URSS) a fost un evreu basarabean, revoluționar rus, militar și om de stat sovietic.
A participat la crearea Republicii Autonome Sovietice Socialiste Moldovenești (RASSM) în 1924.

## Biografie
S-a născut în orașul Bălți în familia lui Leib și Mariam-Beila Grinștein, tatăl fiind originar din Orhei. A primit educație tradițională evreiască. De la vârsta de unsprezece ani a studiat la o școală laică, pe care a absolvit-o în 1911. În 1905 a luat parte la evenimentele revoluționare de la Odesa și în același an la Bălți a devenit membru al partidului evreiesc, cunoscut ca Bund. În 1912-1914 și-a continuat studiile în străinătate, unde l-a cunoscut pe Nikolai Buharin. Devenit licențiat în drept, s-a întors la Bălți, unde a lucrat ca avocat. Mai târziu a lucrat ca profesor de ebraică veche la Chișinău.
La începutul anului 1917 a luat parte la lupta politică de la Petrograd, apoi, împreună cu un grup de viitori membri ai Sfatului Țării, a ajuns la Chișinău. A fost ales vicepreședinte al Biroului Central al Sindicatelor din Basarabia și membru al Comitetului Executiv al Consiliului Deputaților Țăranilor. În toamna anului 1917 a fost ales vicepreședinte al comitetului executiv din Chișinău, din ianuarie 1918, a fost unul dintre organizatorii Gărzii Roșii, secretar al Consiliului Militar al detașamentului de la Tiraspol. În ianuarie 1919, a devenit membru al PCUS. A fost condamnat în lipsă, la închisoare pe viață de un tribunal român.
Până în toamna anului 1920, a servit în Armata Roșie, participând la operațiunile militare ale Războiului Civil în caliate de șef de departament politic (politruk) de divizie, șef de  departament politic și comisar militar de divizie. După demobilizare, în calitate de președinte al Comitetului basarabean, a condus activitatea clandestină comunistă în regiune. A fost membru al colegiului departamentului extern al Comitetului Central (CC) al Partidului Comunist al Ucrainei (PCU), responsabil de activitatea acestuia în Basarabia. A condus ceolegiul teritorial local din Odesa, care, prin decizia Biroului Politic al CC al PCU din 11 noiembrie 1921, a fost redenumit în Biroul Partidului Comunist din Basarabia și Bucovina..
La 13 august 1924, prin decretul președintelui Comitetului Executiv Central ucrainean, Grigori Petrovski, a fost numit responsabil pentru punerea în aplicare a directivei Comitetului Central al PCUS privind crearea Republicii Autonome Moldovenești ca parte a RSS Ucrainene. Ajuns la Odesa la 15 august 1924, Grinștein a adunat un grup organizatoric format din Grigore Borisov, funcționar al departamentului de transport al comitetului gubernial Odesa al PCUS și Iosif Badeev, șef al al comitetului de propagandă din Nikolaev; mai târziu, grupului s-au alăturat, Samuil Bubnovski, membru al comitetului regional basarabean al PCUS și Boris Borisov, funcționar pentru misiuni speciale al departamentului de informații al Armatei Roșii din Ucraina. La 16 august 1924, într-o ședință închisă de urgență a secretariatului Comitetului gubernial Odesa s-a aprobat decizia de a crea o Comisie de organizare pentru crearea RASS Moldovenești, condusă de Grinștein. Acesta din urmă a primit mandatul de a proclama republica și de a organiza un comitet revoluționar. La această decizie s-a opus Ion Dicescu, care a cerut numirea în această funcție a unui funcționar de origine română sau moldovenească. În noaptea de 11 spre 12 octombrie 1924, cea de-a treia sesiune a celei de-a opta convocări a Comitetului Executiv Central Ucrainean a adoptat o rezoluție „Cu privire la crearea Republicii Autonome Sovietice Socialiste Moldovenești”.
După organizarea RASSM, a fost numit reprezentantul permanent al acesteia la guvernul ucrainean. Pentru discursuri deschise în sprijinul lui Lev Troțki la sfârșitul anilor 1920, a fost înlăturat din funcția de reprezentant permanent, în 1928 a fost exclus din partid pentru apartenență la opoziție. Prin hotărârea Adunării Speciale a Colegiului OGPU din 25 ianuarie 1929, a fost plasat într-un lagăr de muncă forțată pentru o perioadă de 3 ani pentru activități antisovietice. La 14 decembrie 1931, pedeapsa închisorii a fost prelungită cu 2 ani. La 22 noiembrie 1933 a fost exilat la Alma-Ata timp de 3 ani, unde a lucrat ca economist. A fost arestat din nou la Alma-Ata la 9 ianuarie 1935 și trimis la Dalstroi, unde la 8 septembrie 1937, a fost condamnat la pedeapsa capitală de către o troică NKVD, în temeiul articolelor 58-10 și 58-11 din Codul penal al RSFSR. A fost împușcat la 25 septembrie 1937. Reabilitat în 1956.